# 小久保英一郎
小久保 英一郎（こくぼ えいいちろう、1968年7月7日 - ）は、日本の天文学者。専門は理論天文学、とりわけ惑星系形成論。学位は博士（学術）。

## 人物
宮城県仙台市生まれ。宮城県仙台第一高等学校、東京大学教養学部基礎科学科第二卒業。1997年、東京大学大学院総合文化研究科博士課程修了、学位論文「Planetary Accretion: From Planetesimals to Protoplanets(惑星集積: 微惑星から原始惑星へ)」で博士（学術）の学位を取得、日本学術振興会特別研究員。2000年より国立天文台理論研究部主任研究員。2006年より国立天文台理論研究部助教授（のち准教授）。2012年4月より国立天文台理論研究部教授。
一般の人々に研究の魅力を語ることにも熱心で、『情熱大陸』 などのTV出演を始め、多くのメディアのインタビューなどを受ける。理系の研究者にしては珍しく、国語の教科書に文章を執筆している。（「月の起源を探る」中学校「国語」教科書3年　光村図書）
趣味はスクーバダイビング。村山斉曰く、「天文学会一のイケメン」。

## 著書

### 共著
- 『1億個の地球』（井田茂との共著）岩波書店 1999年

### 共編著
- 『宇宙と生命の起源 ― ビッグバンから人類誕生まで』（嶺重慎との共編）岩波書店 岩波ジュニア新書 2004年7月）、

## テレビ出演
- 又吉直樹のヘウレーカ!（2018年5月16日、NHK Eテレ）

地球大進化